# صور وخواطر (كتاب)
صور وخواطر كتاب للعلامة السوري الدمشقي علي الطنطاوي، ويضم هذا الكتاب ثمانياً وثلاثين مقالة نُشرت بين عامَي 1935 و1966 م، أي على مدى نحو من ثلاثة عقود، وهو يقع في 286 صفحة من القَطْع المعتاد (17×24).

## نبذة
هذا الكتاب يجمع بعضاً من أطرف وأظرف المقالات التي كتبها علي الطنطاوي، بالإضافة إلى بعض من أنفعها وأكثرها شيوعاً. فمقالة «يا بنتي» طُبعت مفرَدة في رسالة صغيرة عشرات المرات، وربما بلغ ما طبع منها نصف مليون نسخة. أما قرينتها، «يا ابني»، فليست أقلَّ منها نفعاً وفائدة وإن تكن أقل ذيوعاً وانتشاراً. والمقالتان من رسائل مسجد الجامعة، وهي رسائل كان يصدرها مسجد جامعة دمشق في الخمسينيات. وقد دأب المسجد على إصدار رسائل صغيرة -يوزعها على الناس مجاناً أو يبيعها لهم بثمن يسير- تهدف إلى المساهمة في الإصلاح والدعوة إلى الله بأسلوب حسن ولغة يفهمهما العامة، وكان بعضها تدويناً لبعض ما كان يُلقى في المسجد من خُطَب. وقد كانت رسالة «يا بنتي» أولى هذه الرسائل، نُشرت أول مرة عام 1956 ثم أُعيد نشرها مرات ضمن رسائل المسجد وعشرات المرات رسالةً مفردةً من بعد.
ومما أُفرد في رسائل مستقلة من مقالات هذا الكتاب مقالة «حلم في نجد»؛ وهي مقالة فريدة فيما جمعَتْه مما قيل في نجد من الشعر وما أُنشد فيها من القصائد، فكأنها ديوانٌ نجدي موجز تتداخل فيه المقاطع الشعرية والتعليقات الأدبية والشروح التاريخية.
وفي الكتاب عدد من المقالات الطريفة التي لا يملك القارئ إذا قرأها إلا أن يقهقه ضاحكاً منها، فمن ذلك مجموعة مقالات الأعرابي: «أعرابي في حمام» و«أعرابي في سينما» و«الأعرابي والشعر». ومن هذه المقالات الطريفة «ديوان الأصمعي»؛ وهي من أكثر المقالات ابتكاراً وطرافة، وقد بلغ من دقة حبكتها أن ظنها أحد الأساتذة حقيقة وبنى عليها فصلاً لغوياً نشره في بعض المجلات (كما ورد في حاشيةٍ على المقالة في طبعةٍ حديثة من الكتاب)! ومنها مقالة «مجانين»؛ وفيها مجموعة من أخبار «عقلاء المجانين» من مثل خبر الجاحظ الذي «نسي كنيته وطفق يسأل عنها حتى جاءه ابن حلال بالبشارة بلقياها فقال له: أنت أبو عثمان. فهل كان الجاحظ -عبقري الأدب، ولسان العرب- مجنوناً؟».
وفي الكتاب مقالات من الأدب المحض، منها «مرثية غراي» التي قرأها عليه -كما ذكر في أولها- صديقه حيدر الركابي فصاغها بالعربية، و«القبر التائه» و«كتاب تعزية» و«وقفة على طلل». وفيه مقالات فلسفية منها: «السعادة» و«بيني وبين نفسي» و«بين البهائم والوحوش» و«لا أؤمن بالإنسان» و«رقم مكسور». ومقالات اجتماعية منها: «تسعة قروش» و«اعرف نفسك» و«في الترام» و«في الحب».

## وصلات خارجية
رابط كتاب «صور وخواطر»